# 제인의 썸머
《제인의 썸머》(JANE'S SUMMER)는 2020년에 개봉한 대한민국의 영화이다.

## 출연진

### 주연
- 서나영 - 제인 역
- 이해준 - 레인폴 역
- 김하림 - 지우 역
- 백승헌 - 썸머 역

### 조연
- 김준원 - 규식 역
- 김주령 - 제인 엄마 미선 역
- 안지현 - 민우 역
- 성화연 - 서윤 역
- 김예별 - 예진 역
- 왕조현 - 신애 역
- 최두릅 - JJ 이사 역

### 단역
- 김주아 - 무용단원 역
- 박유나 - 무용단원 역
- 김효선 - 무용단원 역
- 박초은 - 무용단원 역
- 안려진 - 무용단원 역
- 이혜경 - 무용단원 역
- 김유진 - 여고생들 역
- 신예린 - 여고생들 역
- 김혜수 - 여고생들 역
- 박솔희 - 여고생들 역
- 이아영 - 항공기 승객들 역
- 김연수 - 항공기 승객들 역
- 박은혜 - 항공기 승객들 역
- 곽서윤 - 항공기 승객들 역
- 장두경 - 항공기 승객들 역
- 황은혜 - 항공기 승객들 역
- 김효준 - 항공기 승객들 역
- 박성호 - 항공기 승객들 역
- 손연정 - 항공기 승객들 역
- 박다빈 - 항공기 승객들 역
- 김수연 - 항공기 승객들 역
- 김하란 - 항공기 승객들 역
- 오성현 - 항공기 승객들 역
- 김경섭 - 항공기 승객들 역
- 오명진 - 항공기 승객들 역
- 박전규 - 항공기 승객들 역
- 배재완 - 항공기 승객들 역
- 서영겸 - 항공기 승객들 역
- 선인호 - 항공기 승객들 역
- 염재민 - 항공기 승객들 역
- 김도준 - 항공기 승객들 역
- 박건률 - 항공기 승객들 역
- 김안나 - 항공기 외국인 승객들 역
- 이렘 츠라이 - 항공기 외국인 승객들 역
- 디미트리 키에르베 - 항공기 외국인 승객들 역
- 마테우스 - 항공기 외국인 승객들 역
- 송은주 - 목소리 출연
- 김종민 - 목소리 출연
- 시라비 카몽고로웃 - 아웅 역
- 시티팟 사파니그 - 클럽 DJ역